# George Leslie Mackay
Georges Leslie Mackay, född 21 mars 1844, död 2 juni 1901, var en kanadensisk missionär av skotskt ursprung.
Mackay utsändes 1871 som den kanadensiska presbyterianska kyrkans förste missionär till ön Taiwan, dåvarande Formosa, där han utförde grundläggande missionsarbete.